# جون هاريس (كاتب)
جون هاريس (بالإنجليزية: John Harris)‏ هو مدير وكاتب ومؤلف أمريكي، ولد في 1949.